# Sinfonye
Sinfonye es un grupo australiano especializado en música medieval. Fue formado en 1986 por su directora Stevie Wishart.

## Discografía
- 1987 - Bella Domna. The Medieval Woman: Lover, poet, patroness and saint. Hyperion 66283, Helios 55207.
- 1989 - The Courts of Love. Music from the time of Eleanor of Aquitaine. Hyperion "Helios" CDH 55186.
- 1991 - Amydde the Karole for to Daunce. Sinfonye 1991 (Cassette).
- 1992 - The Sweet Look and the Loving Manner. Trobairitz love lyrics and chansons de femme from Medieval France. Hyperion 66625.
- 1993 - Gabriel's Greeting. Medieval English Christmas Music. Hyperion "Helios" CDH 55151.
- 1993 - Poder á Santa María. Andalucía in the "Cantigas de Santa Maria" of King Alfonso X "el Sabio". Almaviva DSI-0105 (DSI-010).
- 1995 - Three sisters on the seashore. Songs from the thirteenth century. Glossa GCD 920704.
- 1995 - Symphony of the Harmony of Celestial Revelations. The complete Hildegard von Bingen, volume one. Celestial Harmonies 13 127-2.
- 1996 - Red Iris. Instrumental music from 14th century Italy. Glossa GCD 920701.
- 1999 - Aurora. The complete Hildegard von Bingen, vol. two. Sinfonye y miembros del "Oxford girls' choir". Celestial Harmonies 13 128-2.
- 2004 - O nobilissima viriditas. The complete Hildegard von Bingen, vol. three. Celestial Harmonies 13129.